# Amoeridops augur
Amoeridops augur is een insect uit de familie van de vlinderhaften (Ascalaphidae), die tot de orde netvleugeligen (Neuroptera) behoort. 
Amoeridops augur is voor het eerst wetenschappelijk beschreven door Karsch in 1889.